# 點擊捐贈
點擊捐贈（click donation）起源於1999年的Hunger Site，目的是希望藉網路的力量提供人道援助，消弭貧窮。其方式為點擊「提供免費食物」（free food）按鍵，進入下一頁面後，再由數家贊助單位中點選一家贊助單位，該贊助單位將會贊助一筆金額。所有的贊助金額都會分配給Mercy Corps以及America's Second Harvest二家公益團體，以解決全世界七十四個國家貧窮的問題。至今，共有超過二億人次進入網站點擊，並且各贊助單位共已捐出三億份糧食。隨著流量的與日俱增（每日平均流量已達二十二萬人次），Hunger Site已成為網路上流量最大的網站，並且獲得各種獎項的肯定，證明此以網路科技為媒介進行公益，獲得普世的認同。